# Däck (fartyg)

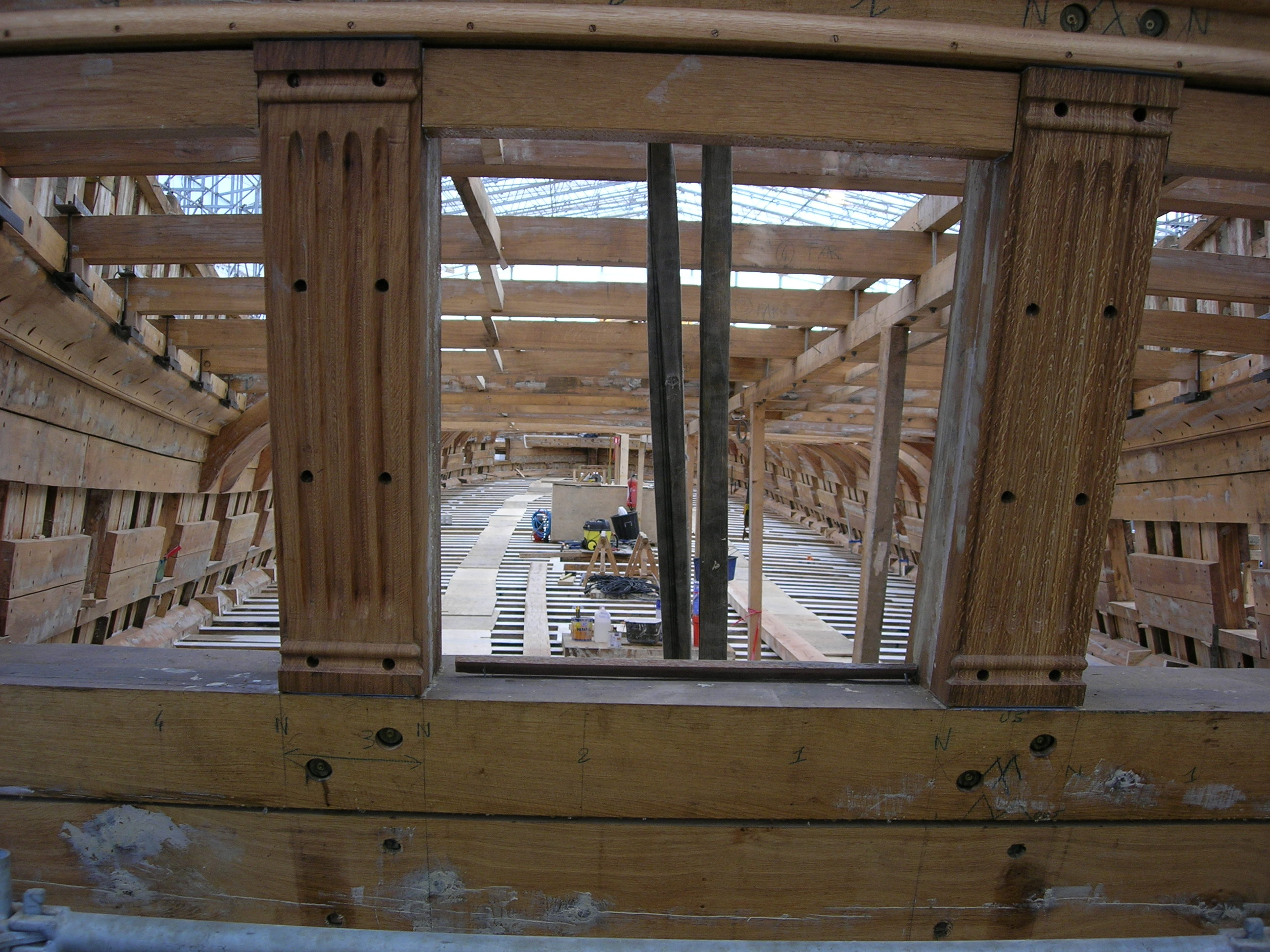
Rekonstruktion av det franska skeppet L'Hermione sedd från aktern. Konstruktion och däcksbalkar för övre och undre däck, kanondäck.

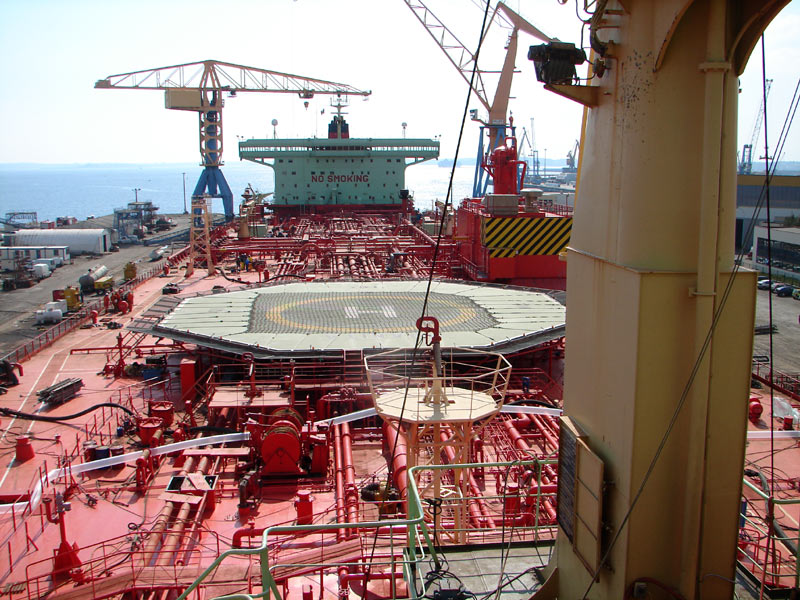
Däck på en modern oljetanker.

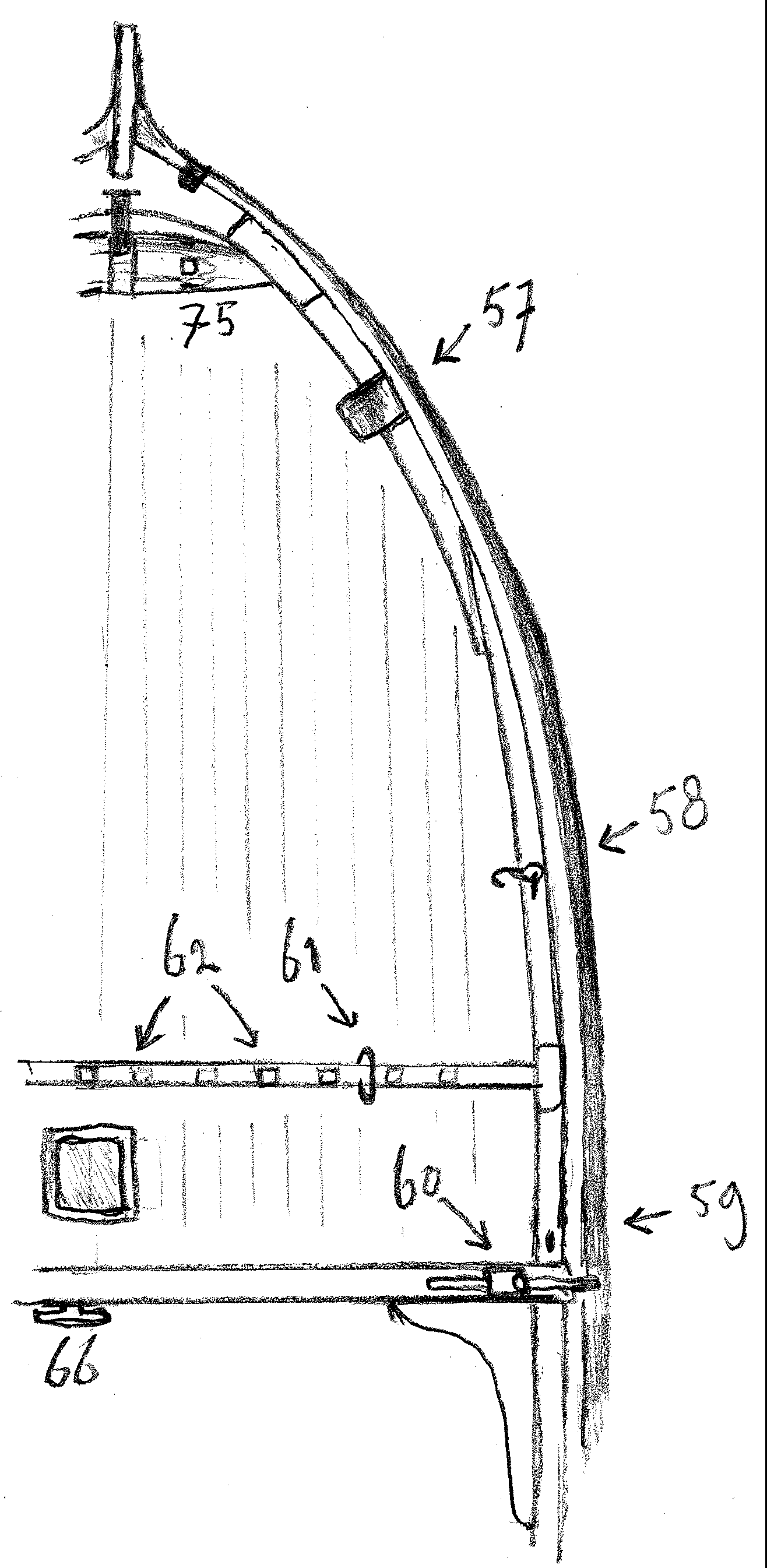
Trädäck uppifrån.

Däck (av lågtyska deck, av decken ’täcka’), i det närmaste vågrät byggnadsdel i ett skepp vilket bildar golv och tak i de olika våningarna inom skeppet. Historiskt har ett däck inte varit plant. Båtar och skepp byggs eller byggdes med språng. Språng är den linje från sidan sett när för och akter ligger högre än midskepps, språnglinjen löper i en kurva långskepps. Språnget kallas positivt språng när farkostens stävar ligger högre än midskepps, negativt språng när stävar ligger under nivå med midskepps, till exempel en segelbåt ritad av Fredrik Ljungström har ett negativt språng. Med däcksbukt menas tvärs farkosten, från reling till reling på båt eller skepp i en radie uppåt, för att vatten ska rinna av. Däcket bärs upp av däcksbalkar som är fästa i balkvägaren samt längsgående karvlar som binder däcksbalkarna tillsammans vid till exempel lastrum eller kajuta. Även stävknän samt de horisontella knän som förbinder däcksbalkar med balkvägare eller karvlar samt vertikala knän som förbinder däcksbalk med spanten . Ett större skepp kan ha ett eller flera genomgående däck. Huvuddäcket, det övre däcket, är oftare kraftigare dimensionerat, för att ge skeppet större styvhet. Konstruktion och metod skiljer sig utifrån tidsperioder. Även vilken typ av båt eller skepp det gäller, samt deras storlek, har betydelse.

## Däck, stålskepp
Ståldäcken består av långskepps lagda plåtstråk, av vilka de båda längst bordvarts är kraftigare dimensionerade och bildar stringerplåten, som genom den längsgående stringervinkeln fästs vid bordläggningen. Vid luckhörn med flera ansträngda delar förstärks ståldäcken med dubbla plåtar. Normalt svetsas plåtarna samman, men innan svetstekniken var väl utvecklad användes nitning. Äldre stålskepp kan ha lagda trädäck liksom träskepp. Dessa har däcksbalkar av stål samt ibland ett underliggande ståldäck. Det finns äldre stålskepp där trädäcket är byggt likt ett träskepp utan underliggande ståldäck. Här har man vertikala och diagonala förstärkningsband samt waterbordplåtar från för till akter.

## Däck, träskepp
Trädäck läggs av olika träslag, mest förekommande har varit furu, pitch pine, oregon pine, teak eller mahogny. Däckplankorna läggs långskepps med skarvarna väl förskjutna på de underliggande däcksbalkarna som i sin tur är befästa med lask (laxning) i balkvägaren. Däckplankorna har en nåt som tätas genom drevning. Den yttre plankan, waterbords-plankan eller skarndäcket, har en grövre dimension och har sin motsvarighet i stringerplåt och stringervinkel hos stålskepp. Skarndäcket är fäst i balkvägare och bordläggningen. På större träskepp kan däck förstärkas med sträckband av plåt, vilka löper långskepps eller diagonalt från balkvägare och placeras på däcksbalkarna samt spikas och/eller bultas till dessa.

## Däck, träbåt
På vad man i vardagslag kallar fritidsbåtar eller bruksbåtar har man däckbalkar av trä, dessa är fästa i balkvägaren med lask (laxning). De båtar som har använts som bruksbåtar utan större krav på ett tätt däck har man använt drevade eller däck av spontat trä. De motorbåtar och segelbåtar som har utrymmen för övernattning har man strävat efter att få ett så tätt däck som möjligt. På dessa har det varit brukligt som underdäck att lägga vattenfast board, masonit eller hartslimmad marinplywood. Gångdäcket kan vara klätt med kanvas som är målad eller ha någon variant av nåtat trädäck beroende av båt och tradition.

## Däck, plastbåt
I modernare konstruktioner används sandwichkonstruktioner utformade av stående balsaträ eller dyvinicell lagda mellan lager av glasfiber och polyesterplast. Balsaträ är sämre val för däck, med tiden kommer vatten ned till förstärkningen, genom till exempel att beslag eller genomföringar i däck har blivit otäta.